# Andriej Siewastjanow
Andriej Nikiticz Siewastjanow, ros. Андрей Никитич Севастьянов (ur. w 1887 w Moskwie, zm. 10 marca 1947 w ZSRR) – rosyjski, a następnie radziecki wojskowy (kombrig), szef Zarządu „Wołga” Organizacji Todt, propagandysta i inspektor Rosyjskiej Armii Wyzwoleńczej, a następnie szef oddziału zabezpieczenia materiałowo-technicznego sztabu Sił Zbrojnych Komitetu Wyzwolenia Narodów Rosji podczas II wojny światowej.
W 1905 ukończył szkołę handlową w Moskwie. Uczył się następnie na politechnice. W 1915 wstąpił ochotniczo do armii rosyjskiej. Brał udział w I wojnie światowej. Służył w 64 Brygadzie Artylerii. Na pocz. marca 1916 odznaczono go Krzyżem Św. Jerzego 4 klasy. W 1918 przeszedł do wojsk bolszewickich. Objął funkcję zastępcy szefa artylerii 2 Dywizji Strzeleckiej. Następnie służył w Głównym Zarządzie Artylerii i Zarządzie Artylerii Moskiewskiego Okręgu Wojskowego. W 1922 został zdemobilizowany. Pracował jako buchalter w różnych przedsiębiorstwach. W 1924 za malwersacje finansowe na 2 miesiące zesłano go na prowincję. W 1927 został skazany na karę 7 lat więzienia. W 1938, kiedy oskarżano go o kolejne malwersacje finansowe, zbiegł i ukrywał się pod fałszywym nazwiskiem. Po ataku wojsk niemieckich na ZSRR 22 czerwca 1941, wstąpił do pospolitego ruszenia (opołczenia). Skierowano go do 226 Dywizji Strzeleckiej. W sierpniu tego roku w stopniu kombriga został szefem artylerii dywizji. W poł. września dostał się do niewoli niemieckiej. Przed Niemcami występował jako generał major. Osadzono go w obozach jenieckich w Kijowie, a następnie Włodzimierzu Wołyńskim. W lipcu 1942 podjął kolaborację z Niemcami. W sierpniu tego roku ukończył kursy propagandowe w obozie w Wullheide, po czym skierowano go do oflagu XIII-D w Hammelburgu. Uczestniczył w pracach gabinetu wojskowo-historycznego płk. Zacharowa. W listopadzie wstąpił do Organizacji Todt. Objął kierownictwo Zarządu „Wołga” Organizacji Todt i jednocześnie został komendantem wyższej rosyjsko-niemieckiej szkoły specjalistów-techników w Borysowie. Pod koniec października 1943 wstąpił do Rosyjskiej Armii Wyzwoleńczej (ROA). Odkomenderowano go w stopniu generała majora do szkoły propagandystów ROA w Dabendorfie pod Berlinem. Od stycznia 1944 służył w inspektoracie gen. Iwana A. Błagowieszczenskiego. Wizytował obozie jenieckie dla czerwonoarmistów w celu werbunku do ROA. Ponieważ skrytykował warunki w nich panujące, na wniosek Niemców został odwołany z inspekcji. W listopadzie 1944 objął funkcję szefa oddziału zabezpieczenia materiałowo-technicznego sztabu Sił Zbrojnych Komitetu Wyzwolenia Narodów Rosji. 9 maja 1945 wraz ze sztabem i częścią oddziałów „własowskich” poddał się Amerykanom. Przebywał w różnych obozach jenieckich. W poł. lutego 1946 został wydany Sowietom. W poł. lutego 1947 po procesie skazano go na karę śmierci, wykonaną natychmiast przez rozstrzelanie.